# Mohammad Zureiqat
Mohammad Hussein Musa Zureiqat (tiếng Ả Rập: محمد حسين موسى زريقات; (sinh ngày 8 tháng 9 năm 1991), thường gọi Mohammad Abu Zureiq, là một cầu thủ bóng đá người Jordan.

## Sự nghiệp câu lạc bộ

### Oman
Ngày 22 tháng 7 năm 2014, anh đến Oman và vào ngày 30 tháng 7 năm 2014 anh ký hợp đồng với Al-Oruba SC. Vào ngày 16 tháng 8 năm 2014, anh dính chấn thương đầu gối khi tập luyện và vì vậy ban quản lý Al-Oruba SC quyết định hủy bỏ hợp đồng với anh.